# Pierre Dwomoh
Pierre Junior Dwomoh (Gent, 21 giugno 2004) è un calciatore belga, centrocampista del Watford.

## Caratteristiche tecniche
Nel 2021, è stato inserito nella lista "Next Generation" dei sessanta migliori talenti nati nel 2004, redatta dal quotidiano inglese The Guardian.

## Carriera
Cresciuto nel settore giovanile del Genk, debutta in prima squadra il 19 dicembre 2020 in occasione dell'incontro di Pro League vinto 2-0 contro il Kortrijk.
Al termine della stagione si trasferisce a titolo definitivo all'Anversa.
Il 26 agosto 2024 viene acquistato dal Watford.

## Statistiche
Statistiche aggiornate al 25 novembre 2021.

### Presenze e reti nei club
| Stagione        | Squadra         | Campionato      | Campionato | Campionato | Coppe nazionali | Coppe nazionali | Coppe nazionali | Coppe continentali | Coppe continentali | Coppe continentali | Altre coppe | Altre coppe | Altre coppe | Totale | Totale | Totale |
| Stagione        | Squadra         | Comp            | Pres       | Reti       | Comp            | Pres            | Reti            | Comp               | Pres               | Reti               | Comp        | Pres        | Reti        | Pres   | Reti   |        |
| --------------- | --------------- | --------------- | ---------- | ---------- | --------------- | --------------- | --------------- | ------------------ | ------------------ | ------------------ | ----------- | ----------- | ----------- | ------ | ------ | ------ |
| 2020-2021       | Genk            | D1              | 2          | 0          | CB              | 0               | 0               |                    | -                  | -                  |             | -           | -           | 2      | 0      |        |
| 2021-2022       | Anversa         | D1              | 3          | 0          | CB              | 1               | 0               | UEL                | 3                  | 0                  |             | -           | -           | 7      | 0      |        |
| Totale carriera | Totale carriera | Totale carriera | 5          | 0          |                 | 1               | 0               |                    | 3                  | 0                  |             | -           | -           | 9      | 0      |        |

## Palmarès

### Club

#### Competizioni nazionali
- Coppa del Belgio: 1

Genk: 2020-2021